# Cindy Watson
Cindy Watson (24 maart 1978) is een tennisspeelster uit Australië.
In 1999 kreeg zij een wildcard voor het Australian Open, zowel in het enkel- als in het dubbelspel. In beide gevallen strandde zij in de eerste ronde. In 2002 wist zij wel door de eerste ronde heen te komen, en bereikte zij de derde ronde. Voor de andere grandslamtoernooien heeft zij zich nooit geplaatst.